# Mauvaises nouvelles des étoiles
Albums de Serge Gainsbourg
Enregistrement public au Théâtre Le Palace
(1980) Love on the Beat
(1984)
Mauvaises nouvelles des étoiles est un album de Serge Gainsbourg sorti en 1981. L'album tire son nom d'un tableau de Paul Klee datant de 1913 que Gainsbourg avait acquis. Après Aux armes et cætera, c'est son second album reggae, Gainsbourg s'étant entouré à l'époque des meilleurs musiciens jamaïcains du moment. L'album est ressorti en version de luxe sous le titre Mauvaises nouvelles des étoiles - Dub style en 2003.
L'album est réalisé au moment où Serge Gainsbourg s'est séparé de Jane Birkin, évoqué dans la chanson Overseas Telegram.
La chanson Ecce Homo tire son nom de la locution latine Ecce homo signifiant Voici l'homme, extraite de l'Évangile selon Jean, qui est prononcée à la foule par Ponce Pilate en présentant Jésus avec sa couronne d'épines et vêtu de pourpre. Ecce homo est aussi le titre d'un livre de Friedrich Nietzsche écrit en 1888, dans l'avant-propos l'auteur indique : "Il me paraît indispensable de dire qui je suis", et plus loin d'ajouter : "Ecoutez-moi car je suis tel et tel. Avant tout, ne me confondez pas avec un autre."
Malgré un disque d'or, l'album ne connaît pas l’enthousiasme espéré et se vendra moins que son prédécesseur.
La chanson Evguénie Sokolov fait référence au roman homonyme écrit par l'artiste dans lequel il raconte l'histoire d'un artiste peintre qui peint en utilisant ses pets. Ainsi, Gainsbourg rend hommage à son personnage en pétant sur toute la chanson au lieu de la chanter.

## Titres
Toutes les chansons sont écrites et composées par Serge Gainsbourg.
| No  | Titre                   | Durée |
| --- | ----------------------- | ----- |
| 1.  | Overseas Telegram       | 3:35  |
| 2.  | Ecce Homo               | 3:18  |
| 3.  | Mickey maousse          | 2:32  |
| 4.  | Juif et dieu            | 3:09  |
| 5.  | Shush shush Charlotte   | 2:45  |
| 6.  | Toi mourir              | 2:03  |
| 7.  | La Nostalgie camarade   | 3:21  |
| 8.  | Bana basadi balalo      | 3:04  |
| 9.  | Evguénie Sokolov        | 2:53  |
| 10. | Negusa Nagast           | 3:04  |
| 11. | Strike                  | 2:55  |
| 12. | Bad News from the Stars | 1:28  |

## Musiciens
- Ansel Collins : orgue, piano
- Radcliffe « Dougie » Bryan : guitare rythmique
- Mikey Chung : guitare solo, piano
- Sly Dunbar : batterie
- I Threes : chœurs
- Robbie Shakespeare : basse
- Uziah « Sticky » Thompson : percussion

## Certifications
| Pays   | Ventes  | Certification | Date |
| ------ | ------- | ------------- | ---- |
| France | 100 000 | Or            | 1982 |